# رودخانه بلک بی (سنت لوسیا)
رودخانه بلک بی رودخانه ای در محله ویکس فورت کشور جزیره ای سنت لوسیا است.